# ライターズ・オフィス
株式会社ライターズ・オフィス（英: WRITER’S OFFICE）は、テレビ・ラジオ番組の構成作家を創る制作プロダクションである。

## 主な所属スタッフ
- 福岡秀広
- 榊原直樹
- かながわIQ
- 関口正晴